# Paul Blackburn
Paul Blackburn (Antioch, California, 4 de diciembre de 1993) es un jugador profesional estadounidense de béisbol que se desempeña en la posición de lanzador en Oakland Athletics, equipo de las Grandes Ligas de Béisbol (MLB).

## Carrera
Fue seleccionado en la primera ronda en el Draft de la MLB de 2012. En 2017 hizo su debut profesional con el equipo Oakland Athletics, donde lleva jugando ocho temporadas.